# Impatiens muliensis
Impatiens muliensis är en balsaminväxtart som beskrevs av Yi Ling Chen. Impatiens muliensis ingår i släktet balsaminer, och familjen balsaminväxter. Inga underarter finns listade i Catalogue of Life.